# Mesosa inaequalipennis
Mesosa inaequalipennis es una especie de escarabajo longicornio del género Mesosa, categorizada en la tribu Mesosini, de la subfamilia Lamiinae. Fue descrita por Pic en 1944.

## Descripción
Mide 15 mm de longitud.

## Distribución
Se distribuye por Vietnam.